# 한재이
한재이(본명 : 안선영, 1991년 4월 27일 ~ )는 대한민국의 배우이다.

## 출연작

### 영화
- 《인형 의사》 (2021년) - 지수연 역
- 《젊은이의 양지》 (2020년) - 재원 역
- 《삼진그룹 영어토익반》 (2020년) - 대표이사 비서 역
- 《풀잎들》 (2018년)
- 《밤의 해변에서 혼자》 (2017년) - 선희 역
- 《장기왕: 가락시장 레볼루션》 (2017년) - 희빈 역
- 《사랑하는 사람의 아이를 낳는다》 (2016년) - 정민 역
- 《갈래》 (2016년) - 성연 역
- 《검은 돼지》 (2015년) - 연주 역
- 《그녀를 사랑합니다》 (2015년) - 지영 역
- 《열아홉, 연주》 (2014년) - 연주 역
- 《마녀》 (2014년) - 화영 역
- 《우리 선희》 (2013년) - 대학원생 역
- 《누구의 딸도 아닌 해원》 (2013년) - 학생 5 역
- 《흔적》 (2012년) - 영주 역

### 드라마
- 《지금 거신 전화는》 (2024년, MBC) - 홍인아 역
- 《굿파트너》 (2024년, SBS) - 최사라 역
- 《마스크걸》 (2023년, Netflix) - 김춘애 역
- 《이번 생도 잘 부탁해》 (2023년, tvN) - 천가희 역
- 《우리는 오늘부터》 (2022년, SBS) - 박나희 역
- 《너를 닮은 사람》 (2021년, JTBC) - 윤정 역
- 《멜로가 체질》 (2019년, JTBC) - 천이슬 역
- 《KBS 드라마 스페셜 - 집우집주》 (2019년, KBS2) - 이주연 역
- 《호텔 델루나》 (2019년, tvN) - 서주희 역
- 《날 녹여주오 》 (2019년, tvN) - 소피디 역
- 《밥 잘 사주는 예쁜 누나》 (2018년, JTBC)
- 《나인룸》 (2018년, tvN) - 에스더 기 역

## 수상 목록
- 2024년 SBS 연기대상 베스트 퍼포먼스상